# Monoon
Monoon is een geslacht uit de familie Annonaceae. De soorten uit het geslacht komen voor van (sub)tropisch Azië tot op de Caroline-eilanden in de Grote Oceaan.

## Soorten
- Monoon acuminatum (Thwaites) B.Xue & R.M.K.Saunders
- Monoon amischocarpum (I.M.Turner) B.Xue & R.M.K.Saunders
- Monoon anomalum (Becc.) B.Xue & R.M.K.Saunders
- Monoon asteriellum (Ridl.) B.Xue & R.M.K.Saunders
- Monoon australe (Benth.) B.Xue & R.M.K.Saunders
- Monoon barnesii (Merr.) B.Xue & R.M.K.Saunders
- Monoon bathrantherum I.M.Turner
- Monoon bemban Miq.
- Monoon borneense (H.Okada) B.Xue & R.M.K.Saunders
- Monoon brevipedunculatum (Boerl.) B.Xue & R.M.K.Saunders
- Monoon chloranthum (K.Schum. & Lauterb.) B.Xue & R.M.K.Saunders
- Monoon chloroxanthum Miq.
- Monoon coffeoides (Thwaites ex Hook.f. & Thomson) B.Xue & R.M.K.Saunders
- Monoon congestum (Ridl.) B.Xue & R.M.K.Saunders
- Monoon congregatum (King) B.Xue & R.M.K.Saunders
- Monoon coriaceum (Ridl.) B.Xue & R.M.K.Saunders
- Monoon costigerum Miq.
- Monoon cratiense (Bân) B.Xue & R.M.K.Saunders
- Monoon cupulare (King) B.Xue & R.M.K.Saunders
- Monoon daclacense (Bân) B.Xue & R.M.K.Saunders
- Monoon elongatum (Merr.) B.Xue & R.M.K.Saunders
- Monoon erianthoides (Airy Shaw) B.Xue & R.M.K.Saunders
- Monoon fragrans (Dalzell) B.Xue & R.M.K.Saunders
- Monoon fuscum (King) B.Xue & R.M.K.Saunders
- Monoon gigantifolium (Merr.) B.Xue & R.M.K.Saunders
- Monoon glabrum (Hook.f. & Thomson) B.Xue & R.M.K.Saunders
- Monoon grandiflorum (Becc.) B.Xue & R.M.K.Saunders
- Monoon grandifolium (Elmer) B.Xue & R.M.K.Saunders
- Monoon harmandii (Pierre) B.Xue & R.M.K.Saunders
- Monoon hookerianum (King) B.Xue & R.M.K.Saunders
- Monoon hypogaeum (King) B.Xue & R.M.K.Saunders
- Monoon jucundum (Pierre) B.Xue & R.M.K.Saunders
- Monoon kalimantanense Nurmawati
- Monoon kingii (Baker f.) B.Xue & R.M.K.Saunders
- Monoon klemmei (Elmer) B.Xue & R.M.K.Saunders
- Monoon lateriflorum (Blume) Miq.
- Monoon laui (Merr.) B.Xue & R.M.K.Saunders
- Monoon liukiuense (Hatus.) B.Xue & R.M.K.Saunders
- Monoon longifolium (Sonn.) B.Xue & R.M.K.Saunders
- Monoon longipes Miq.
- Monoon longipetalum Nurmawati
- Monoon macranthum (King) B.Xue & R.M.K.Saunders
- Monoon magnoliiflorum (Maingay ex Hook.f. & Thomson) B.Xue & R.M.K.Saunders
- Monoon malayanum I.M.Turner & Utteridge
- Monoon membranifolium (J.Sinclair) B.Xue & R.M.K.Saunders
- Monoon merguiense (Chatterjee) B.Xue & R.M.K.Saunders
- Monoon merrillii (Kaneh.) I.M.Turner & Utteridge
- Monoon michaelii (C.T.White) B.Xue & R.M.K.Saunders
- Monoon mindanaense (Elmer) B.Xue & R.M.K.Saunders
- Monoon namkadingense Soulad. & Tagane
- Monoon nitidum (A.DC.) I.M.Turner
- Monoon oblongifolium (C.B.Rob.) B.Xue & R.M.K.Saunders
- Monoon obtusum (Craib) B.Xue & R.M.K.Saunders
- Monoon oligocarpum Miq.
- Monoon pachypetalum I.M.Turner & Utteridge
- Monoon pachyphyllum (King) B.Xue & R.M.K.Saunders
- Monoon paradoxum (Becc.) B.Xue & R.M.K.Saunders
- Monoon patinatum (Jessup) B.Xue & R.M.K.Saunders
- Monoon polycarpum (Burck) B.Xue & R.M.K.Saunders
- Monoon praestigiosum (J.Sinclair) B.Xue & R.M.K.Saunders
- Monoon ramiflorum (Merr.) B.Xue & R.M.K.Saunders
- Monoon salomonicum I.M.Turner & Utteridge
- Monoon sclerophyllum (Hook.f. & Thomson) B.Xue & R.M.K.Saunders
- Monoon shendurunii (Basha & Sasidh.) B.Xue & R.M.K.Saunders
- Monoon simiarum (Buch.-Ham. ex Hook.f. & Thomson) B.Xue & R.M.K.Saunders
- Monoon sublanceolatum Miq.
- Monoon sympetalum (Merr.) B.Xue & R.M.K.Saunders
- Monoon thorelii (Pierre) B.Xue & R.M.K.Saunders
- Monoon tirunelveliense (M.B.Viswan. & Manik.) B.Xue & R.M.K.Saunders
- Monoon vietnamensis N.S.Lý
- Monoon viride (Craib) B.Xue & R.M.K.Saunders
- Monoon xanthopetalum (Merr.) B.Xue & R.M.K.Saunders
- Monoon zamboangaense (Merr.) B.Xue & R.M.K.Saunders